# Jack Haskell
Jack Haskell (Geburtsname: Jack Strauss; * 13. April 1886 in New York City, New York; † April 1963 ebenda) war ein US-amerikanischer Choreograf und Filmregisseur, der einmal für den Oscar für die beste Tanzregie nominiert war.

## Leben
Haskell begann seine Laufbahn als Choreograf und Tanzregisseur in der Filmwirtschaft Hollywoods Ende der 1920er Jahre und war als Tanzregisseur erstmals 1929 an der Herstellung von The Show of the Shows von John G. Adolfi beteiligt und spielte in diesem Film auch eine allerdings nicht namentlich erwähnte („uncredited“) Tanzrolle. Daneben inszenierte er 1930 als Regisseur vier Kurzfilme.
Bei der Oscarverleihung 1937 war er für die Szene „Skating Ensemble“ aus dem Eisrevue-Film One in a Million (1936) von Sidney Lanfield mit der norwegischen Eiskunstläuferin Sonja Henie sowie Adolphe Menjou und Don Ameche in weiteren Rollen für den nur in den Jahren 1936 bis 1938 vergebenen Oscar für die beste Tanzregie nominiert.
Zuletzt arbeitete er 1937 an dem ebenfalls von Sidney Lanfield inszenierten Film Wake Up and Live mit Walter Winchell, Ben Bernie und Alice Faye als Choreograf bei der Herstellung eines Films mit. 

## Filmografie (Auswahl)
- 1929: The Show of the Shows
- 1933: The Bowery
- 1936: One in a Million
- 1937: The Holy Terror
- 1937: Wake Up and Live